# Олійник Захар Федорович
Захар Федорович Олійник (21 лютого 1905, село Софіївка Верхньодніпровського повіту Катеринославської губернії, тепер смт. Криворізького району Дніпропетровської області — 16 жовтня 1951, Москва) — український радянський партійний і державний діяч. Член ЦК КП(б)У в 1949—1951 роках. Депутат Верховної Ради УРСР 2-го скликання. Депутат Верховної Ради СРСР 2—3-го скликань.

## Біографія
Народився в селянській родині. У 1924 році закінчив сільськогосподарську професійну школу, у 1924—1925 роках — агротехнік радгоспу в Катеринославській губернії.
У 1925—1930 роках — студент Харківського сільськогосподарського інституту.
У 1930—1934 роках — старший агроном в Широківському районі на Дніпропетровщині; технічний директор радгоспу імені Дзержинського в Київській області. У 1934—1939 роках — старший агроном Київського обласного земельного відділу.
Член ВКП(б) з 1938 року.
У січні 1940—1941 роках — 1-й заступник голови виконавчого комітету Київської обласної ради депутатів трудящих.
Учасник німецько-радянської війни. У 1941—1943 роках — при Військовій раді Південно-Західного та Воронезького фронтів. До листопада 1943 року — 2-й член Військової ради 38-ї армії 1-го Українського фронту.
У листопаді 1943 — травні 1950 року — голова виконавчого комітету Київської обласної ради депутатів трудящих.
У 1950—1951 роках — слухач курсів перепідготовки при ЦК ВКП(б).
4 січня — 16 жовтня 1951 року — 2-й секретар Московського обласного комітету ВКП(б).

## Звання
- полковник

## Нагороди
- два ордени Леніна (29.10.1943; 23.01.1948)
- орден Трудового Червоного Прапора (7.02.1939)
- орден Вітчизняної війни 1-го ст. (1.02.1945)
- медаль «За оборону Сталінграда»
- медаль «Партизанові Вітчизняної війни» 1-го ст.
- медаль «За перемогу над Німеччиною у Великій Вітчизняній війні 1941—1945 рр.» (1945)
- дві медалі